# Fulham Broadway (Metropolitano de Londres)

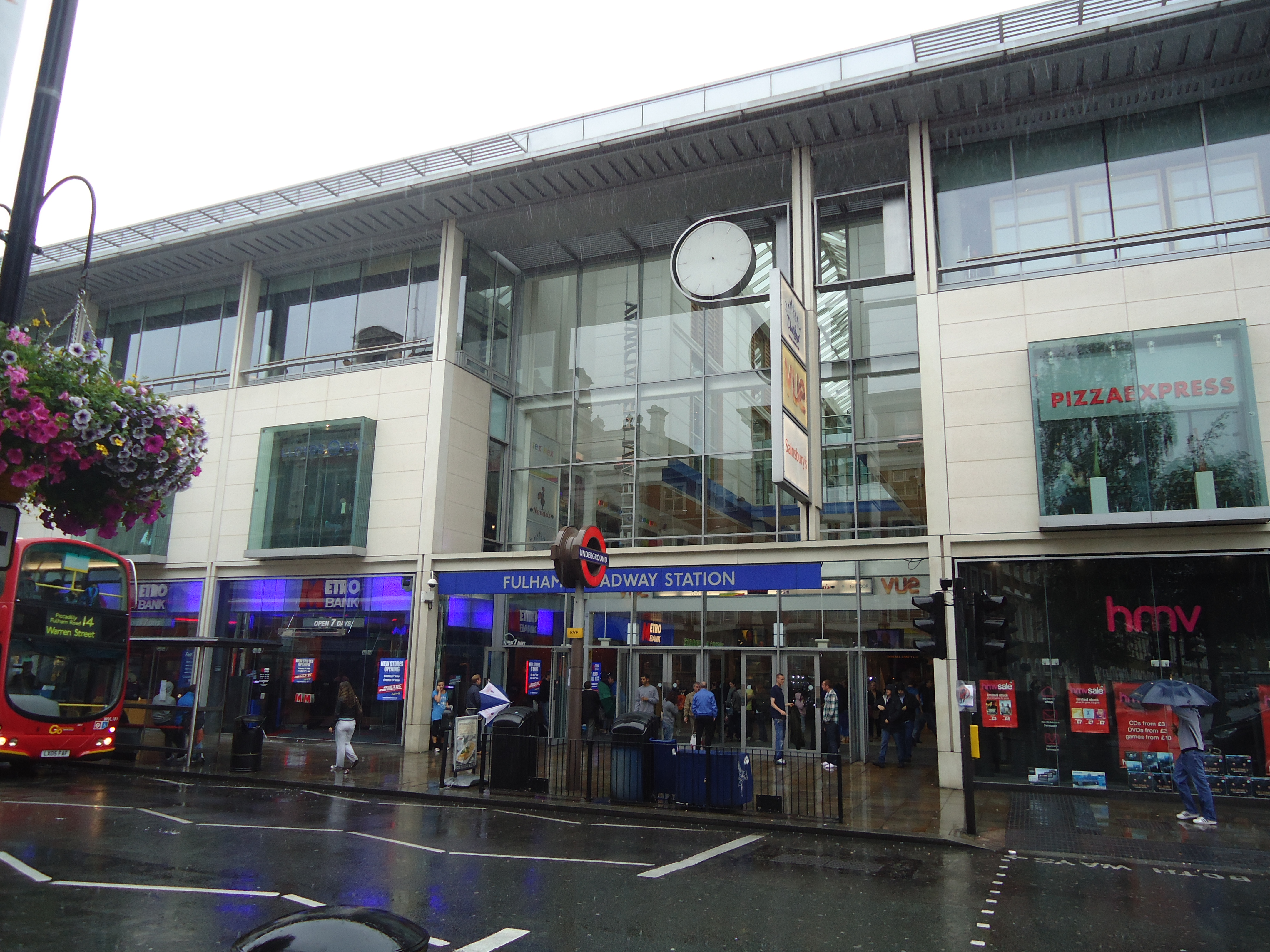
Edifício de acesso a estação.

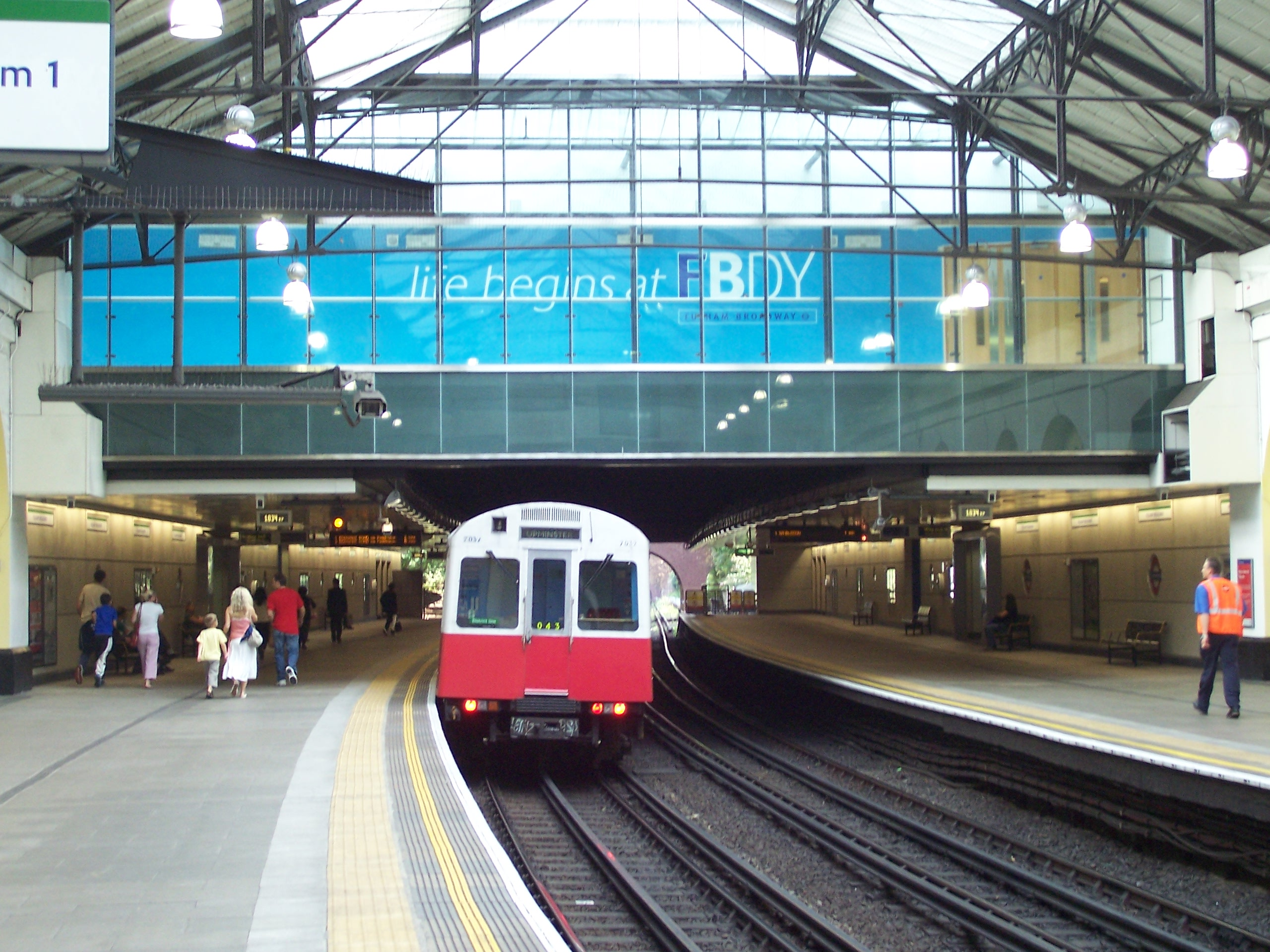
Vista das plataformas.

Fulham Broadway é uma estação do Metropolitano de Londres no ramal de Wimbledon  da District line. Ela está localizada entre as estações West Brompton e Parsons Green, na Fulham Broadway (A304). É a estação mais próxima do estádio Stamford Bridge, casa do Chelsea Football Club. A estação foi construída originalmente ao ar livre até ser coberta pelo empreendimento Fulham Broadway Shopping Center.

## História
A estação foi inaugurada com o nome de Walham Green em 1 de março de 1880 quando a District Railway (DR) estendeu sua linha ao sul da estação West Brompton até a Putney Bridge. O edifício da estação original foi substituído em 1905, com uma nova entrada projetada por Harry W. Ford para acomodar os torcedores que vinham ao recém-construído estádio Stamford Bridge. O nome foi alterado para a forma atual em 1 de março de 1952, após representações da Câmara de Comércio de Fulham.
A estação foi remodelada no início de 2000 como parte da construção do Fulham Broadway Shopping Center sobre a estação. Foi acrescentado um novo hall para as bilheterias, sala de controle da estação e acesso sem degraus. Novas escadas de para os dias de jogo foram adicionadas ao final da plataforma, facilitando a entrada e saída dos torcedores da estação, evitando a bilheteria principal e o shopping center. A estação reformada foi inaugurada em 2003, com acesso para o shopping center.
O prédio original da estação foi também reformado, com os sinais originais da estação e suas características arquitetônicas mantidas, incluindo a fachada de blocos históricos terracota. Após um período como T.G.I. Friday's, o prédio passou a ser utilizado como uma praça de alimentação desde 2018.